# Bellefonte (Delaware)
Bellefonte é uma vila localizada no estado americano de Delaware, no condado de New Castle. Foi incorporada em 1915. Com pouco mais de 1 mil habitantes, de acordo com o censo nacional de 2020, é a 28ª localidade mais populosa do estado e também a mais densamente povoada.

## Geografia
De acordo com o Departamento do Censo dos Estados Unidos, a vila tem uma área de 0,5 km², dos quais todos os 0,5 km² estão cobertos por terra.

### Localidades na vizinhança
O diagrama seguinte representa as localidades num raio de 8 km ao redor de Bellefonte. 

## Demografia
Desde 1920, o crescimento populacional médio, a cada dez anos, é de 34,2%.

### Censo 2020
Segundo o censo nacional de 2020, a sua população é de 1 225 habitantes e sua densidade populacional de 2 669,0 hab/km². Seu crescimento populacional na última década foi de 2,7%, bem abaixo do crescimento estadual de 10,2%. É a 28ª localidade mais populosa do estado e também a mais densamente povoada.
Possui 578 residências que resulta em uma densidade de 1 259,4 residências/km² e um aumento de 3,2% em relação ao censo anterior. Deste total, 2,6% das unidades habitacionais estão desocupadas. A média de ocupação é de 2,2 pessoas por residência.
A renda familiar média é de 79 063 dólares e a taxa de emprego é de 74,9%.